# Armor Command
Armor Command là một game chiến lược thời gian thực khoa học viễn tưởng quân sự được phát triển bởi studio Ronin Entertainment của Mỹ và được Ripcord Games phát hành cho Windows vào ngày 25 tháng 2 năm 1998. Lấy bối cảnh vào đầu thế kỷ 30, trò chơi xoay quanh hai phe, United Terran Federation dưới sự lãnh đạo của nhân loại, và Vrass, một đế chế buôn nô lệ theo kiểu phong kiến do người ngoài hành tinh thống lĩnh. Armor Command được thiết kế bởi Edward Kilham, nổi tiếng là đồng thiết kế của tựa game Star Wars: TIE Fighter. Armor Command chỉ nhận được những lời đánh giá tích cực và hờ hững, mặc dù được xem là tối nghĩa so với các tựa game đáng chú ý hơn trong thể loại này. Các nhà phát hành và nhà phát triển của trò chơi đã không còn tồn tại nữa và trò chơi hiện đang bị chìm vào quên lãng.

## Lối chơi

Ảnh chụp màn hình trong game thể hiện các góc nhìn camera khác nhau trong một cuộc giao tranh

Armor Command thuộc thể loại chiến lược thời gian thực lấy bối cảnh trong tương lai xa, sử dụng góc nhìn 3D. Hai chủng tộc là con người dưới ngọn cờ của United Terran Federation, và một chủng tộc ngoài hành tinh buôn nô lệ gọi là Vrass, nhưng có biệt danh là Slavers. Cả hai đều có lối chơi đồng nhất như nhau, điểm khác biệt chính của chúng là tính thẩm mỹ. Một góc nhìn cận cảnh có sẵn cho phép người chơi tập trung vào các đơn vị quân, cùng với việc ít tập trung hơn trong một, dù có thể nhìn từ trên xuống, từ góc nhìn theo kiểu mắt đại bàng.
Cơ chế trong game liên quan đến một hạm đội quỹ đạo vô hình và không thể chơi được, mà các đơn vị beam và cung cấp cho bề mặt bằng cách sử dụng các công trình đệm—tòa thị chính trong game. Quặng và kim loại là hai tài nguyên của trò chơi, có thể được khai thác bằng cách sử dụng các đơn vị công nhân chuyên dụng. Quặng được sử dụng như một nguồn tài nguyên tổng quát hơn và kim loại chuyên dụng hơn, được sử dụng cho các mục đích như nâng cấp. Tháp radar có thể được xây dựng để vượt qua sương mù chiến tranh. Có cả các đơn vị lục quân và không quân. Các đơn vị duy nhất có sẵn trong game mang tính máy móc là chính, không có sự tồn tại của bộ binh. Hầu hết các đơn vị quân có thể tấn công khi di chuyển. Chiến dịch chơi đơn bao gồm 22 màn chơi ở mỗi phe, cũng như năm màn huấn luyện.
Mục chơi mạng tối đa bốn người chơi, với các tùy chọn LAN và modem có sẵn.

## Cốt truyện
Vrass trong game là một đạo quân gồm các chủng loài của chúng đã xâm nhập vào không gian của con người từ một lỗ sâu, bắt đầu các sự kiện của trò chơi vào năm 2910. Mặc dù một số xung đột xảy ra ngoài vũ trụ, hầu hết các cuộc chiến giữa hai chủng tộc đều bùng nổ trên mặt đất, gây ra bởi sự can thiệp của một tinh vân. Thân thiện với các chủng tộc ngoài hành tinh bản địa Terran được gợi ý trong suốt trò chơi. Trò chơi chứa hai chiến dịch loại trừ lẫn nhau, cả hai đều có kết quả khác nhau. Chiến dịch Terran lên đến đỉnh điểm sau nhiều trận chiến giữa các vì sao, khi người ngoài hành tinh bị đẩy lùi vào lỗ sâu và bị hủy diệt. Lực lượng của loài người quyết tâm nghiên cứu lỗ sâu và phát triển công nghệ để đánh bại tàn quân của người ngoài hành tinh.
Chiến dịch của người ngoài hành tinh kết thúc bằng một cuộc xâm lược Trái Đất, dẫn đến sự nô dịch hóa loài người.

## Đón nhận
Armor Command thường nhận được những đánh giá từ hờ hững cho tới tích cực. Các chủ đề được nêu lên bao gồm sự thiếu đổi mới và chỉ trích đối với thiết kế điều khiển và camera trong game. Điều khiển và camera được xem là lỗ hổng chính của trò chơi, làm lu mờ bất cứ thứ gì khác. Tuy nhiên, trò chơi được ca ngợi vì độ trung thực của đồ họa 3D, được xem là hiếm có tại thời điểm trong thể loại RTS.
Next Generation đã xem xét phiên bản PC của trò chơi, xếp hạng ba ngôi sao trong số năm sao và tuyên bố rằng "Trộn lẫn trong hành động nhiều người chơi xuất sắc và Armor Command xuất hiện như một tựa game có thể tin cậy được trong một thị trường có rất nhiều thứ nhảm nhí. Nó không đẩy thể loại này lên một cấp độ hoàn toàn mới, nhưng nó cũng không xúc phạm đến phẩm giá của nó."
Alan Dunkin của GameSpot tuyên bố rằng "Armor Command theo nhiều cách không khác gì một trò chơi chiến lược thời gian thực chung chung: chỉ huy quân đội, tiêu diệt kẻ thù, phát triển căn cứ hoạt động của bạn, khai thác tài nguyên và chuyển sang kịch bản tiếp theo. Nếu bạn chưa quen với thể loại thời gian thực hoặc bạn hoàn toàn nghiện chúng, thì đó có thể là một sự phân tâm tốt đẹp từ giá vé tiêu chuẩn. Nhưng những người chơi chiến lược thời gian thực kỳ cựu sẽ không tìm thấy nhiều điều để gây ấn tượng với họ". Tuy vậy, anh lưu ý rằng nếu hệ thống điều khiển và camera được cải thiện, thì Armor Command sẽ tốt hơn rất nhiều và chấm 7/10 điểm, cũng ca ngợi đồ họa của nó.
PC Games Germany đồng ý với sự đồng thuận, nổi bật chỉ trích camera và hệ thống điều khiển, tin rằng nó làm mất quá nhiều điểm tích cực của trò chơi. Nó ca ngợi sự đa dạng về đồ họa và nhiệm vụ của Armor Command, chấm 71/100 điểm.
Computer Gaming World nói rằng "Sau khi tất cả đã được nói và làm, ARMOR COMMAND là một bản sao COMMAND & CONQUER có đủ khả năng với một mánh lới quảng cáo tốt và khá nhiều trong lối chơi cho đồng đô la của bạn".
GameStar Germany đã so sánh Armor Command với trò Battlezone cùng thời, tin rằng nó kém hơn. Tuy nhiên, họ ca ngợi nhà thiết kế Kilham và phần thiết kế màn chơi trong game.

## Đánh giá
- Computer Gaming World #167 (Tháng 6 năm 1998)
- PC Gamer #103 (Tháng 6 năm 1998)